# Hillie Beentjes
H.J. (Hillie) Beentjes (1965) is een Nederlands militair en topambtenaar. Sinds 1 mei 2021 is zij plaatsvervangend secretaris-generaal van het ministerie van Infrastructuur en Waterstaat.

## Opleiding en carrière
Beentjes groeide op in Ermelo, en ging in Harderwijk naar het voortgezet onderwijs. Zij studeerde vanaf 1983 bedrijfseconomie aan de Erasmus Universiteit te Rotterdam.
Na een loopbaan bij de ministeries van Justitie (1986-1998) en Volksgezondheid, Welzijn en Sport (1998-2000) was zij vanaf 2001 werkzaam bij het ministerie van Financiën. Van september 2005 tot september 2008 was zij hoofd van de afdeling Begrotingsbeheer bij de directie Begrotingszaken; daarvoor was zij werkzaam bij de directie Coördinatie Auditbeleid Departementen.
Na haar tijd bij de Koninklijke Marechaussee ging zij per 15 augustus 2014 als directeur Begrotingszaken terug naar het ministerie van Financiën. In die rol fungeerde zij tevens als plaatsvervangend directeur-generaal Rijksbegroting. Op 1 augustus 2018 werd zij benoemd tot hoofddirecteur Financiën, Management en Control bij het ministerie van Infrastructuur en Waterstaat.
Sinds 1 mei 2021 is Beentjes plaatsvervangend secretaris-generaal van het ministerie van Infrastructuur en Waterstaat.

### Marechaussee
In 2008 werd Beentjes als burgermedewerker directeur Planning en Control bij de Koninklijke Marechaussee.
Eind 2011 werd zij in die functie na een militaire cursus van 4 maanden bevorderd tot brigadegeneraal. Per 1 december 2011 werd zij de eerste vrouwelijke opperofficier van de Koninklijke Marechaussee. Een half jaar later, op 31 mei 2012, werd zij de eerste vrouwelijke generaal-majoor bij de Nederlandse krijgsmacht, toen zij benoemd werd tot plaatsvervangend commandant van de Koninklijke Marechaussee.
Beentjes volgde generaal-majoor Hans Leijtens op, die dezelfde dag luitenant-generaal Dick van Putten opvolgde als commandant van de Koninklijke Marechaussee. Haar aanstelling als militair en gelijktijdige bevordering tot brigadegeneraal was omstreden, aangezien zij geen enkele militaire achtergrond had: zij had geen militaire opleiding gevolgd en geen militaire ervaring. Het leverde haar de bijnaam "burgergeneraal" op.